# Dryadella zebrina
Dryadella zebrina là một loài thực vật có hoa trong họ Lan. Loài này được (Porsch) Luer mô tả khoa học đầu tiên năm 1978.